# Joseph Pulitzer
Joseph Pulitzer, madžarsko-ameriški novinar in časopisni založnik, * 10. april 1847, Makó, Madžarska, † 29. oktober 1911.
Pulitzer je ustanovitelj Pulitzerjeve nagrade, ki jo podeljujejo od leta 1917 za največje dosežke na področju časnikarstva.
1. 1 2  Encyclopædia Britannica
2. 1 2  RKDartists
3. ↑  Record #118597086 // Gemeinsame Normdatei — 2012—2016.